# Antrocephalus maeterlincki
Antrocephalus maeterlincki är en stekelart som först beskrevs av Girault 1915.  Antrocephalus maeterlincki ingår i släktet Antrocephalus och familjen bredlårsteklar. Inga underarter finns listade i Catalogue of Life.